# ژانا لوزومیرسکا
ژانا لوزومیرسکا (اوکراینی: Жанна Євгенівна Лозумирська؛ زادهٔ ۲۵ ژانویهٔ ۱۹۸۱) ورزشکار ورزش شنا اهل اوکراین است.